# Отакринг
Отакринг (на немски: Ottakring) е шестнадесетият окръг на Виена. Населението му е 103 799 жители (по приблизителна оценка от януари 2019 г.).

## Подразделения
- Нойлерхенфелд
- Отакринг